# 리어카

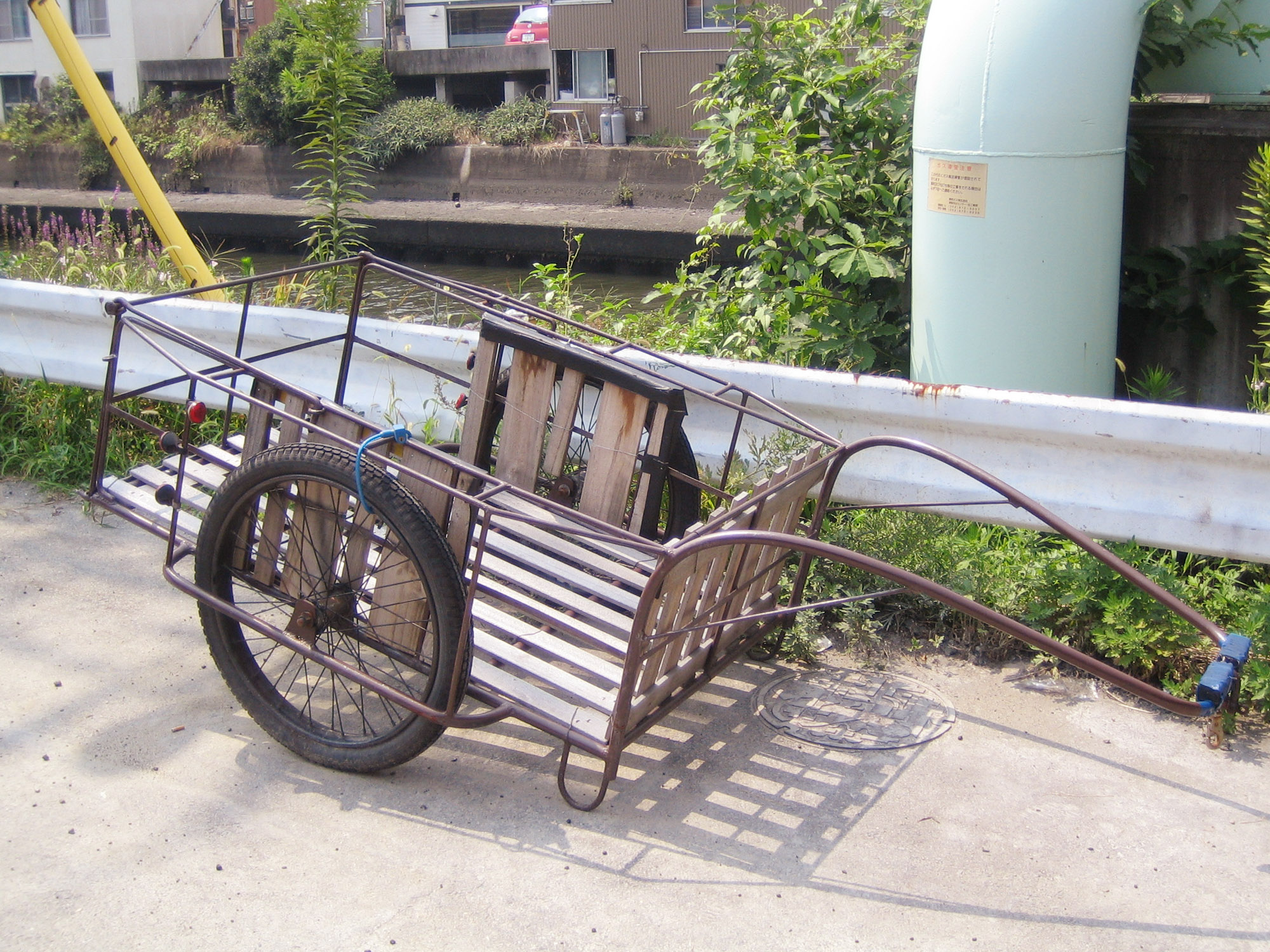
리어카

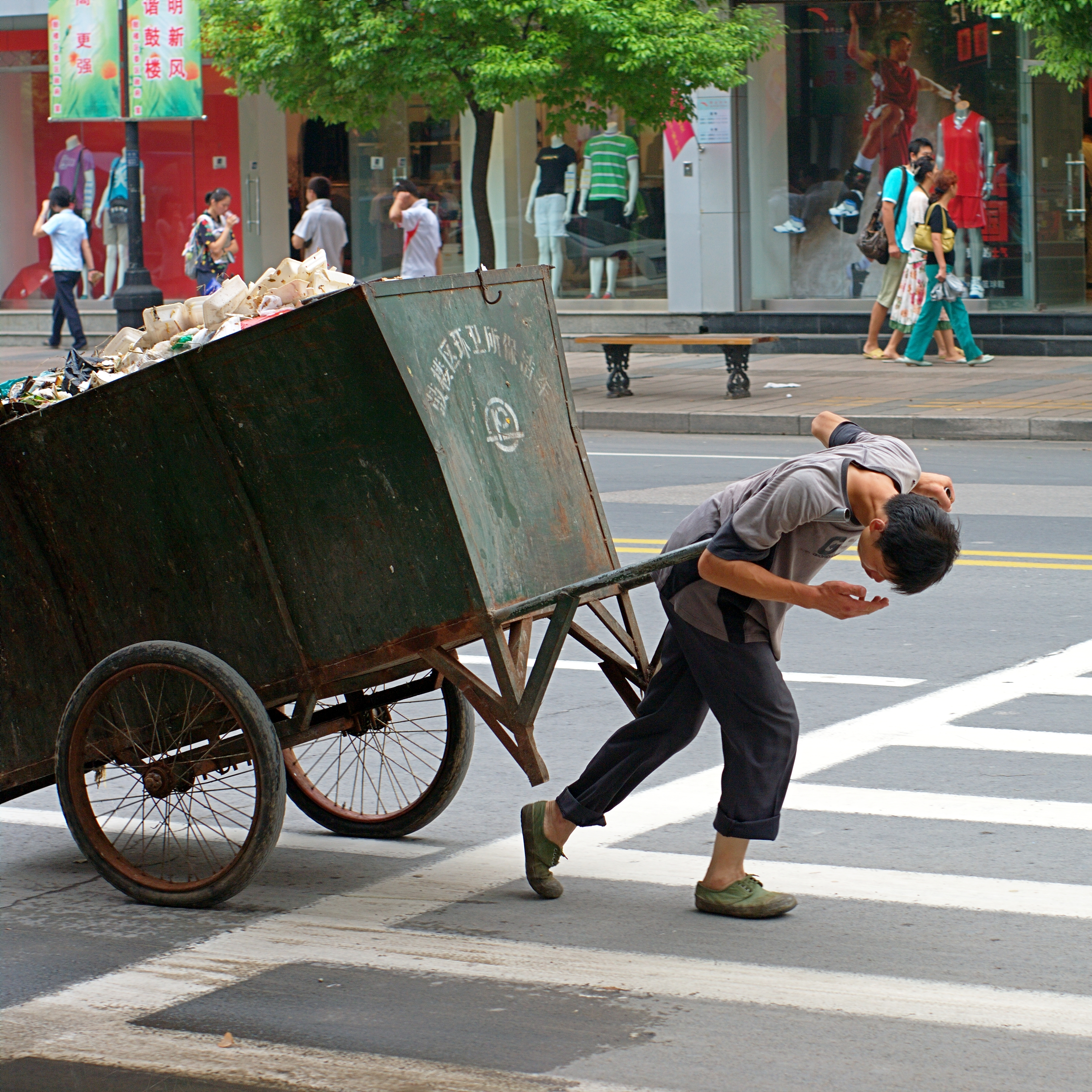
중국 난징에서 쓰레기를 실은 큰 리어카를 끌고 있는 사람

리어카(일본어: リヤカー)는 대한민국, 일본 등에서 고무 바퀴가 2개 달린 운반용 손수레를 일컫는 말이다.

## 역사
1921년경 일본에 들어온 사이드카와 마차 수레의 장점을 합쳐서 만든 것으로, 처음에는 자전거 뒤에 끌고 다니도록 되어 있었다. 이름은 “옆에 달린 차”라는 뜻인 사이드카(영어: sidecar)를 본 따 “뒤에 달린 차”라는 뜻으로 영어 낱말 “뒤(rear)”와 “차(car)”를 합쳐서 일본에서 만든 말이 한국에 전해진 것이다. 영어권에서는 쓰지 않는 말이다.
리어카가 전래되기 이전에는 한국에서는 소나 말이 끄는 수레를 쓰지 않으면 사람이 지게를 져서 물건을 운반했다. 대한민국 한국어 순화어로 손수레를 쓰도록 되었다.

## 쓰임
고무 바퀴와 함께 한국에 들어온 리어카는 사람 한 명이 끌고 다닐 수 있는 적당한 크기로 간단한 살림살이 등 가까운 거리에 물건을 운반하거나 노점에서 물건을 파는데 많이 쓰이게 되었으며, 차량이 발달된 근대화 이후에는 노점상이나 폐지 등 고물 운반, 건설현장에 간단한 자재 소운반용으로 주로 쓰인다.
모터사이클과 결합해 삼륜차로 만들기도 한다.

## 구조
보통 쇠 파이프나 철근 등으로 골조를 만들고, 바퀴를 달고, 합판으로 상자를 짜 넣는다. 위에 좌판을 깔면 노점에서 물건을 놓고 팔다가 쉽게 옮길 수 있어 노점상에서 쓰이고, 그 위에 비를 막을 수 있는 천막과 지붕을 덧 대어 포장마차로 쓸 수도 있다. 보통 대한민국에서 쓰이는 리어카 크기는 길이 2미터, 폭 1.5미터, 높이 0.5미터 정도이며, 바퀴 크기는 26인치 두께는 2.5인치이다.

## 장단점

### 장점
오직 사람의 힘 만으로 움직이므로 무거운 엔진이나 별도의 연료가 필요 없다. 바퀴를 빼고 나면 이렇다 할 구동장치가 없이 구조가 간단해서 정비가 거의 필요 없다. 앞 뒤 구분 없어 밀고 갈 수도 끌고 갈 수도 있다.

### 단점
오르막에서 올라가기가 힘들고, 별도의 제동장치가 없어서 내리막에서 위험하다. 리어카 뒤쪽 아랫부분에 폐타이어 등을 달아 내리막에서 바닥과 마찰하여 천천히 내려 올 수 있도록 만든 것도 있다.
도로교통법상 '우마차'로 분류되므로 보도로 다닐 수 없어 차도로 다녀야 하나, 별도의 전용도로가 없어 차량과 충돌하거나 늦은 주행속도로 인해 교통 정체를 일으키는 수가 있다.

## 사진

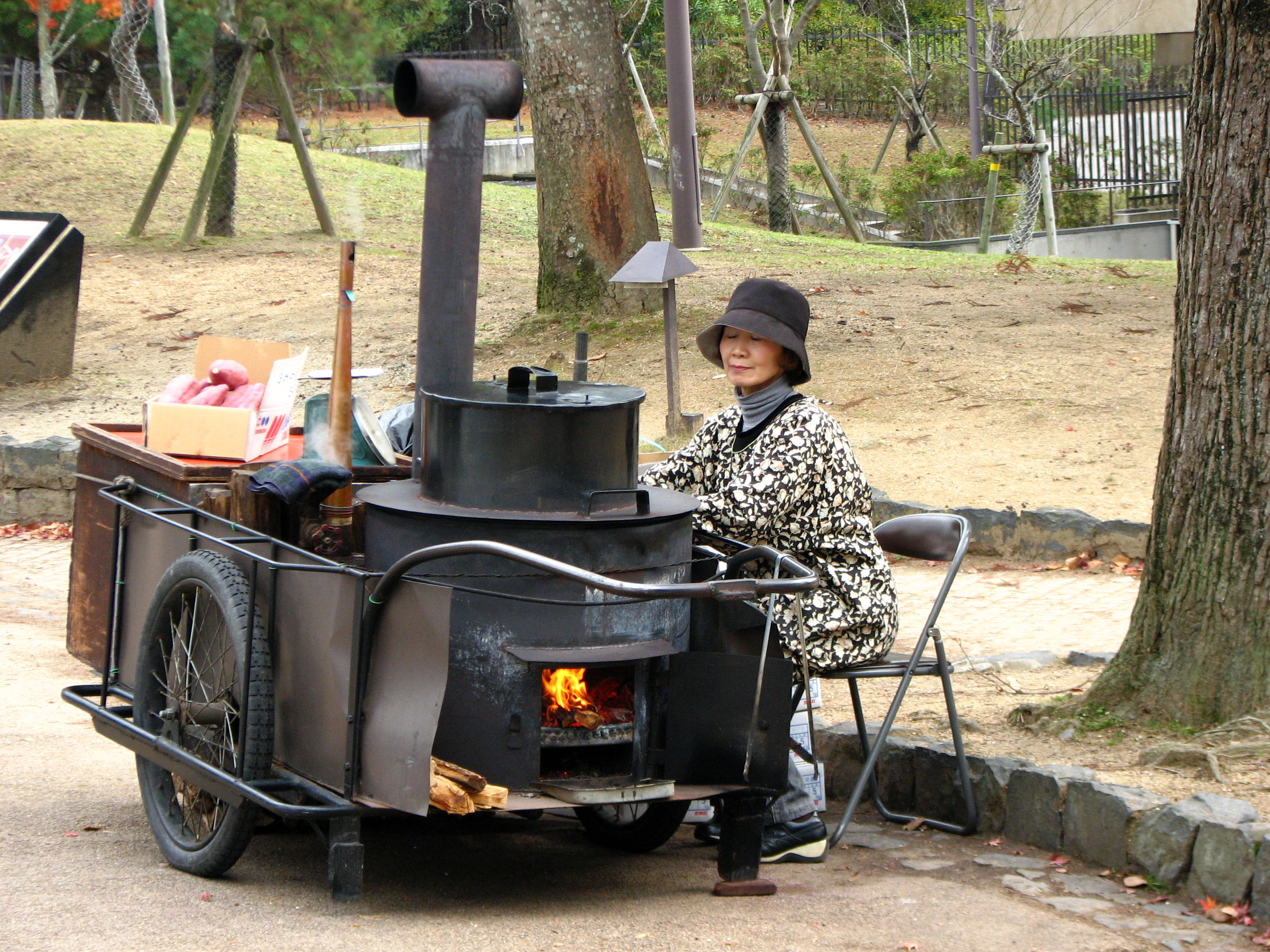
군고구마를 구워 파는 리어카
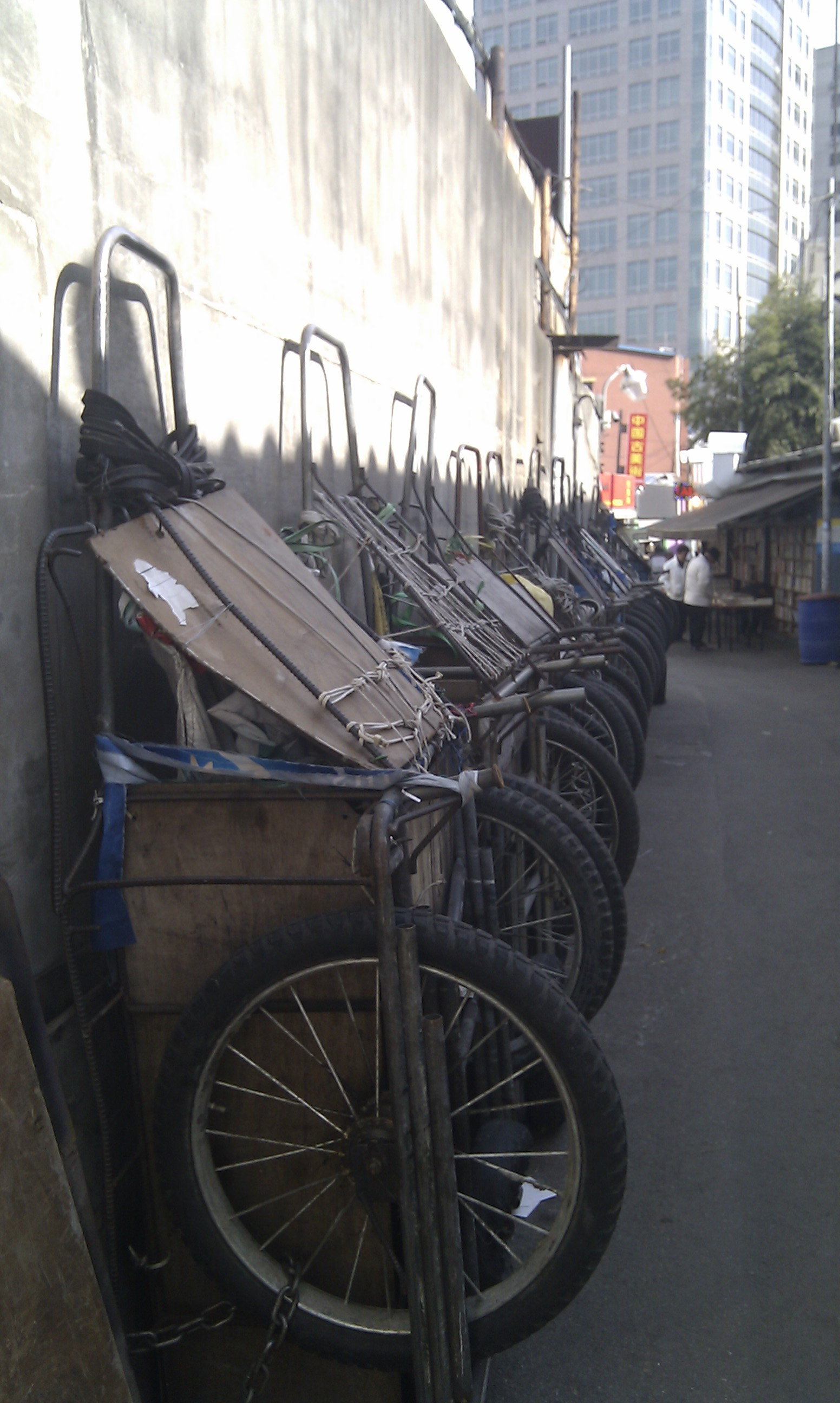
주차된 리어카
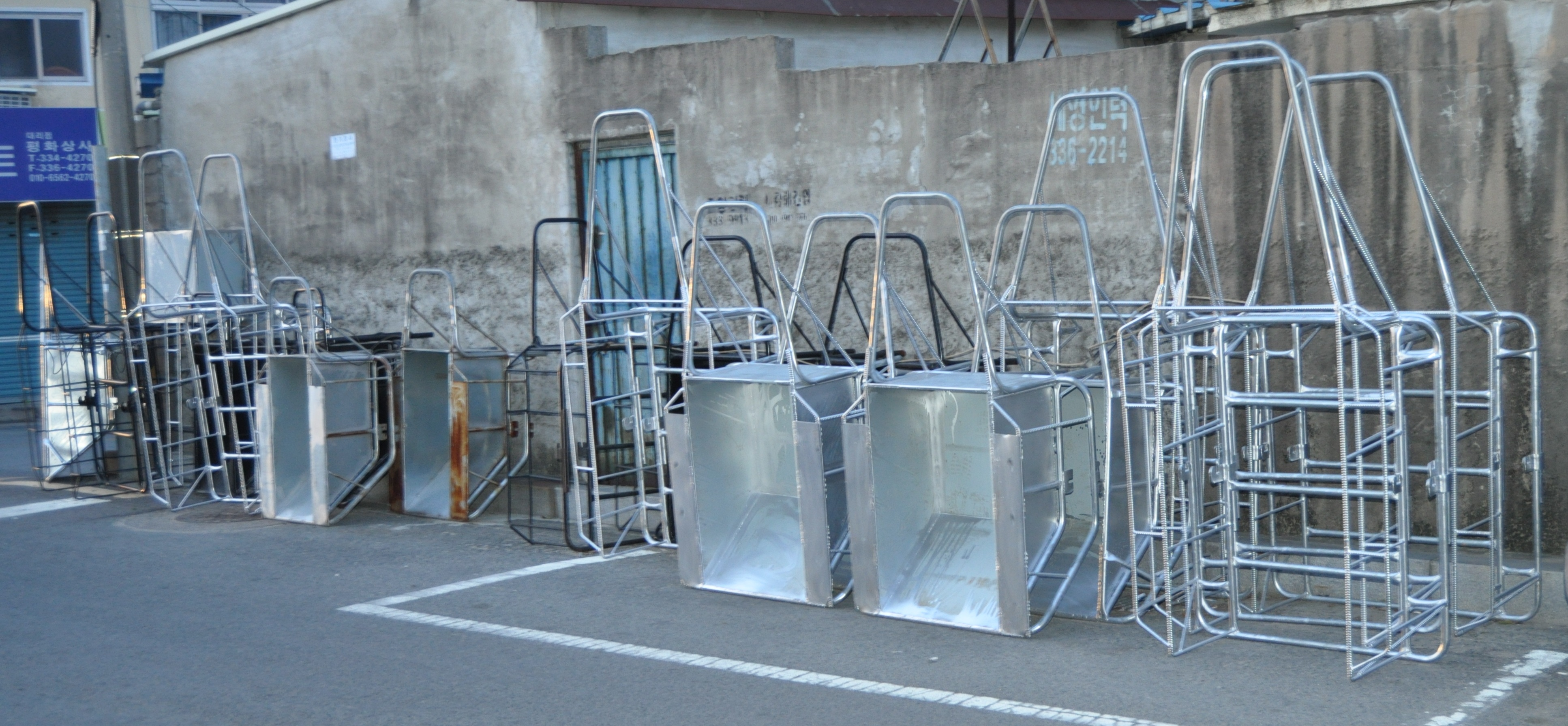
제작 중인 리어카들

## 같이 보기
- 손수레
- 수레
- 달구지